# Robert H. Barlow
Robert Hayward Barlow (* 18. Mai 1918 in Leavenworth; † 1./2. Januar 1951 in Azcapotzalco) war ein US-amerikanischer Autor, Avantgarde-Poet, Historiker des frühen Mexikos, Anthropologe und Experte für die Sprache Nahuatl.

## Leben
Barlow verbrachte einen Großteil seiner Jugend in Fort Benning (Georgia), wo sein Vater, Colonel E.D. Barlow, stationiert war. Um 1932 ging Col. Barlow gesundheitsbedingt in Pension und ließ sich mit seiner Familie in der Kleinstadt DeLand (Florida) nieder. Später zwangen ihn familiäre Probleme dazu, nach Washington, D.C. und schließlich nach Leavenworth (Kansas) zu ziehen.

### Freundschaft mit H.P. Lovecraft und R.E. Howard
Bereits mit 13 wurde R.H. Barlow ein Freund der ebenfalls miteinander befreundeten Schriftsteller H.P. Lovecraft und Robert E. Howard. Mit Lovecraft verfasste der junge Barlow sechs gemeinsame Geschichten, und Lovecraft stattete ihm mehrere längere Besuche in DeLand ab.
Da Lovecraft von vielen eigenen Werken wenig hielt, versuchte der junge Barlow unter anderem, Lovecrafts Erzählung Das gemiedene Haus (1928, The Shunned House) mittels damaliger Büro-Drucktechniken zu vervielfältigen, zu binden und zu publizieren, konnte jedoch nur wenige gebundene Kopien fertigstellen. Erst in den 1970er Jahren brachte der Verlag Arkham House einige gebundene Versionen jenes ursprünglichen Barlow-Projekts heraus.
Barlow war maßgeblich an der Bewahrung der Lovecraft’schen Manuskripte beteiligt, indem er Lovecrafts handgeschriebene Texte ins Reine tippte. Der letzte Wille Lovecrafts ernannte Barlow zu seinem literarischen Nachlassverwalter. Kurz nach Lovecrafts Bestattung in Providence (Rhode Island) transferierte Barlow die meisten Manuskripte und manches gedruckte Material an die nahegelegene John Hay Library der Brown University.